# Sarcophyton crassocaule
Sarcophyton crassocaule är en korallart som beskrevs av Moser 1919. Sarcophyton crassocaule ingår i släktet Sarcophyton och familjen läderkoraller. Inga underarter finns listade i Catalogue of Life.